# Рабченко, Сергей Владимирович
Сергей Владимирович Рабченко (23 февраля 1986, Минск) — белорусский профессиональный боксёр. Мастер спорта международного класса. Чемпион Европы среди профессионалов. Боксёрскую карьеру начал в 1996. С 2001 года постоянно входил в состав национальной юношеской, молодёжной сборной. Призёр первенства Европы 2002 года. С 2004 года — член основного состава национальной сборной.
Участник командного Кубка Мира 2005 (Россия). Участник чемпионата Мира 2006 (Китай). На любительском ринге провёл 238 боёв, в 217 одержал победы.

## Профессиональная карьера
Профессиональную карьеру начал в 2006 году. Первый значимый титульный поединок провёл в 2011 году победив британца Брэдли Прайса и завоевав пояс Интерконтинентального Чемпиона по версии WBA. В 2012 году завоевал пояс Чемпиона Европы по версии Европейского Боксёрского Союза в поединке с англичанином Райаном Роудсом, нокаутировав того в седьмом раунде. В 2012−2013 году отстоял пояс чемпиона Европы в поединках против Седрика Виту, Адриано Ниччи и Брэдли Прайса.
12 ноября 2014 года состоялся бой Рабченко с опытным экс-чемпионом мира из Австралии Энтони Мандином.
Бой выдался очень близким. Рабченко был активнее и много финтил, часто ему удавалось зажать австралийца у канатов. Однако Мандин успешно действовал джебом с дальней дистанции и часто сам переходил в атаку. В конце 10 раунда Рабченко удалось потрясти Мандина, но развить успех он не сумел. По итогам 12 раундов мнения судей разделились: 115—113 Рабченко, 116—112 и 115—113 Мандин. Опытный ветеран одержал победу раздельным решением и завоевал принадлежавший белорусу пояс WBC Silver. Рабченко потерпел первое поражение в карьере.
Тренировался под руководством белорусского специалиста Сергея Пыталева с начала своей боксёрской карьеры в Минском клубе «Golden Gloves», позднее стал подопечным экс-чемпиона мира Рикки Хаттона.

## Статистика профессиональных боёв
В таблице перечислены результаты всех поединков боксёров.
В каждой строке указан результат поединка. Дополнительно номер поединка обозначен цветом, который обозначает итог поединка. Расшифровка обозначений и цветов представлена в нижеследующей таблице.
| Пример | Расшифровка                     |
| ------ | ------------------------------- |
|        | Победа                          |
|        | Ничья                           |
|        | Поражение                       |
|        | Планируемый поединок            |
|        | Поединок признан несостоявшимся |
| КО     | Нокаут                          |
| ТКО    | Технический нокаут              |
| PTS    | Решение судей (по очкам)        |
| UD     | Единогласное решение судей      |
| MD     | Решение большинства судей       |
| SD     | Раздельное решение судей        |
| RTD    | Отказ от продолжения боя        |
| DQ     | Дисквалификация                 |
| NC     | Поединок признан несостоявшимся |

| 30 побед (22 нокаутом, 8 решением судей), 5 поражений, 0 ничьих. | 30 побед (22 нокаутом, 8 решением судей), 5 поражений, 0 ничьих. | 30 побед (22 нокаутом, 8 решением судей), 5 поражений, 0 ничьих. | 30 побед (22 нокаутом, 8 решением судей), 5 поражений, 0 ничьих. | 30 побед (22 нокаутом, 8 решением судей), 5 поражений, 0 ничьих. | 30 побед (22 нокаутом, 8 решением судей), 5 поражений, 0 ничьих. | 30 побед (22 нокаутом, 8 решением судей), 5 поражений, 0 ничьих. | 30 побед (22 нокаутом, 8 решением судей), 5 поражений, 0 ничьих.                                                                                 |
| Результат                                                        | Победы-поражения                                                 | Соперник                                                         | Тип                                                              | Раунды, время                                                    | Дата боя                                                         | Место проведения боя                                             | Примечание |
| ---------------------------------------------------------------- | ---------------------------------------------------------------- | ---------------------------------------------------------------- | ---------------------------------------------------------------- | ---------------------------------------------------------------- | ---------------------------------------------------------------- | ---------------------------------------------------------------- | --- |
| Поражение                                                        | 29-4                                                             | Россия Исмаил Илиев                                              | UD                                                               | 10(10)                                                           | 2018-09-21                                                       | Россия Boxing & Gym Academy, Москва                              | Илиев в нокдауне в первом раунде. |
| Поражение                                                        | 29-3                                                             | Великобритания Келл Брук                                         | KO                                                               | 2 (12), 1:27                                                     | 2018-03-03                                                       | Великобритания Sheffield Arena, Шеффилд, Йоркшир                 | Проиграл бой за вакантный титул чемпиона по версии WBC Silver в первом среднем весе.                                                             |
| Победа                                                           | 29-2                                                             | Беларусь Сергей Крапшила                                         | TKO                                                              | 2 (6), 1:10                                                      | 2017-09-23                                                       | Беларусь Дворец Культуры, Борисов                                | |
| Победа                                                           | 28-2                                                             | Грузия Робинзони Омсарашвили                                     | KO                                                               | 1 (6), 0:44                                                      | 2016-12-19                                                       | Беларусь Дворец спорта (Минск), Минск                            | |
| Поражение                                                        | 27-2                                                             | США Тони Харрисон                                                | TKO                                                              | 9 (12)                                                           | 2016-07-30                                                       | США Барклайс-центр, Бруклин, Нью-Йорк                            | |
| Победа                                                           | 27-1                                                             | Никарагуа Мигель Агилар                                          | RTD                                                              | 3 (6)                                                            | 2016-02-19                                                       | Великобритания Town Hall, Уолсолл                                | |
| Победа                                                           | 26-1                                                             | Аргентина Вальтер Освальдо Гастон Кальво                         | TKO                                                              | 4 (8)                                                            | 2015-05-09                                                       | Болгария Гимназия естественных наук и математики, Враца          | |
| Поражение                                                        | 25-1                                                             | Австралия Энтони Мандайн                                         | SD                                                               | 12(12)                                                           | 2014-11-12                                                       | Австралия Hisense Arena, Мельбурн                                | Уступил титул чемпиона по версии WBC Silver в первом среднем весе.                                                                               |
| Победа                                                           | 25-0                                                             | Великобритания Брэдли Прайс                                      | UD                                                               | 12(12)                                                           | 2013-11-16                                                       | Болгария Враца                                                   | Защитил титул чемпиона Европы по версии EBU в первом среднем весе и титул чемпиона по версии WBC Silver в первом среднем весе.                   |
| Победа                                                           | 24-0                                                             | Грузия Гари Абаджян                                              | TKO                                                              | 3 (8)                                                            | 2013-07-16                                                       | Беларусь клуб «Мулен Руж», Минск                                 | |
| Победа                                                           | 23-0                                                             | Италия Адриано Никки                                             | KO                                                               | 2 (12), 2:15                                                     | 2013-03-30                                                       | Salle des Étoiles, Монте Карло                                   | Защитил титул чемпиона Европы по версии EBU в первом среднем весе.                                                                               |
| Победа                                                           | 22-0                                                             | Франция Седрик Виту                                              | SD                                                               | 12                                                               | 2012-11-24                                                       | Великобритания Manchester Arena, Манчестер                       | Защитил титул чемпиона Европы по версии EBU в первом среднем весе, завоевал вакантный титул чемпиона по версии WBC Silver в первом среднем весе. |
| Победа                                                           | 21-0                                                             | Великобритания Райан Роудс                                       | TKO                                                              | 7 (12), 2:54                                                     | 2012-06-16                                                       | Великобритания велодром Манчестера, Манчестер                    | Завоевал вакантный титул чемпиона Европы по версии EBU в первом среднем весе.                                                                    |
| Победа                                                           | 20-0                                                             | Германия Ронни Габель                                            | KO                                                               | 1 (8), 0:21                                                      | 2012-03-24                                                       | Великобритания Ponds Forge Arena, Шеффилд                        | |
| Победа                                                           | 19-0                                                             | Украина Владимир Боровский                                       | TKO                                                              | 8 (8)                                                            | 2011-11-03                                                       | Беларусь клуб «Гагарин», Минск                                   | |
| Победа                                                           | 18-0                                                             | Великобритания Кевин Макколи                                     | TKO                                                              | 1 (8), 1:10                                                      | 2011-07-23                                                       | Великобритания Castle Leisure Centre, Бери                       | |
| Победа                                                           | 17-0                                                             | Великобритания Брэдли Прайс                                      | UD                                                               | 12                                                               | 2011-05-20                                                       | Великобритания Deeside Leisure Centre, Куинсфери                 | Завоевал вакантный титул интерконтинентального чемпиона по версии WBA в первом среднем весе.                                                     |
| Победа                                                           | 16-0                                                             | Великобритания Мартин Консепсьон                                 | TKO                                                              | 2 (8), 1:41                                                      | 2011-02-26                                                       | Великобритания Ри́бок Стэ́диум, Болтон                             | |
| Победа                                                           | 15-0                                                             | Украина Роман Джуман                                             | TKO                                                              | 6 (10), 0:48                                                     | 2010-10-21                                                       | Беларусь клуб «Реактор», Минск                                   | |
| Победа                                                           | 14-0                                                             | Грузия Михаил Хуцишвили                                          | KO                                                               | 3 (6)                                                            | 2010-07-31                                                       | Беларусь клуб «Реактор», Минск                                   | |
| Победа                                                           | 13-0                                                             | Германия Пьетро д’Алессио                                        | TKO                                                              | 1 (10), 1:59                                                     | 2010-03-12                                                       | Чехия театр Миллениум, Прага                                     | |
| Победа                                                           | 12-0                                                             | Беларусь Алексей Коновко                                         | TKO                                                              | 4 (8)                                                            | 2010-02-09                                                       | Беларусь клуб «Реактор», Минск                                   | |
| Победа                                                           | 11-0                                                             | Франция Лоик Д’Аркс                                              | TKO                                                              | 1 (6), 2:55                                                      | 2009-11-13                                                       | Франция казино Довиля, Довиль                                    | |
| Победа                                                           | 10-0                                                             | Беларусь Сергей Наварка                                          | TKO                                                              | 4 (10)                                                           | 2009-10-13                                                       | Беларусь клуб «Реактор», Минск                                   | Завоевал титул чемпиона Белоруссии в первом среднем весе.                                                                                        |
| Победа                                                           | 9-0                                                              | Украина Борис Акопов                                             | KO                                                               | 3 (6)                                                            | 2009-07-18                                                       | Украина Дворец спорта, Одесса                                    | |
| Победа                                                           | 8-0                                                              | Беларусь Дмитрий Янушевич                                        | TKO                                                              | 1 (8)                                                            | 2009-05-30                                                       | Беларусь Минск                                                   | |
| Победа                                                           | 7-0                                                              | Беларусь Сергей Лобков                                           | TKO                                                              | 4 (8)                                                            | 2009-03-24                                                       | Беларусь клуб «Реактор», Минск                                   | |
| Победа                                                           | 6-0                                                              | Беларусь Александр Абраменко                                     | TKO                                                              | 3 (6)                                                            | 2008-12-22                                                       | Беларусь клуб «Реактор», Минск                                   | |
| Победа                                                           | 5-0                                                              | Беларусь Олег Михайлов                                           | UD                                                               | 4                                                                | 2008-11-27                                                       | Беларусь ресторан Гродно, Гродно                                 | |
| Победа                                                           | 4-0                                                              | Беларусь Владимир Сазонов                                        | UD                                                               | 6                                                                | 2008-07-06                                                       | Беларусь ресторан Гродно, Гродно                                 | |
| Победа                                                           | 3-0                                                              | Беларусь Сергей Наварка                                          | UD                                                               | 6                                                                | 2008-05-10                                                       | Беларусь Дворец спорта (Минск), Минск                            | |
| Победа                                                           | 2-0                                                              | Беларусь Евгений Кафанов                                         | UD                                                               | 4                                                                | 2006-10-31                                                       | Беларусь Минск                                                   | |
| Победа                                                           | 1-0                                                              | Беларусь Андрей Матвеев                                          | KO                                                               | 1 (4)                                                            | 2006-09-28                                                       | Беларусь Минск                                                   | |